# Înapoi în viitor III

Înapoi în viitor III (Back to the Future Part III) este un film western SF comedie american din 1990 regizat de Robert Zemeckis. În rolurile principale joacă actorii Michael J. Fox, Christopher Lloyd și Mary Steenburgen.

## Prezentare
Acțiunea filmului are loc după evenimentele din Back to the Future Part II.
În timp ce este blocat în 1955, Marty McFly descoperă că prietenul său Dr. Emmet "Doc" Brown a fost ucis de Buford, străbunicul lui Biff Tannen. Marty decide să călătorească în timp în 1885 pentru a-l salva pe Doc și pentru a reveni în timpul său.

## Actori
- Michael J. Fox este Marty McFly și Seamus McFly
- Christopher Lloyd este Dr Emmett "Doc" Brown
- Mary Steenburgen este Clara Clayton
- Thomas F. Wilson este Buford "Mad Dog" Tannen și Biff Tannen
- Lea Thompson este Maggie McFly și Lorraine Baines McFly
- Elisabeth Shue este Jennifer Parker
- James Tolkan este Marshal James Strickland
- Jeffrey Weissman este George McFly
- Flea este Needles
- ZZ Top ca Hill Valley Town Festival band